# Necropolis Records
Necropolis Records – amerykańska wytwórnia muzyczna z siedzibą we Fremont w Kalifornii, skupiająca głównie zespoły z nurtu black i death metal. Działała w latach 1993 – 2003. 

## Historia
Początki Necropolis Records sięgają 1989 r., kiedy to redagujący fanzine'a Necropolis Paul Thind otrzymał materiały demo od zespołów Sentenced czy Convulse. W ciągu 1990 – 1992 ukazały się zaledwie dwa numery pisma, krótko przed opublikowaniem trzeciego numeru Thind zdecydował się powołać do życia własną wytwórnię. Już w lutym 1993 r. podpisany został kontrakt z grupą Demilich, w tam samym roku ukazała się także EP-ka  Angelcunt (Tales of Desecration) innego fińskiego zespołu - Archgoat. Jako autor fanzine'a  Thind nawiązał liczne kontakty z kolejnymi grupami, co zaowocowało wydaniem 7-calowej EP-ki Beherit oraz albumu The Black The Priest of Satan, w którego nagraniu uczestniczył m.in. Jon Nödtveidt z Dissection. Znajomość z Patrikiem Jensenem z Seance doprowadziła z kolei do podpisania umowy z jego innym zespołem – Dawn, jak i też do przekonania muzyka do reaktywacji grupy Satanic Slaughter. Niebawem katalog wytwórni wzbogacony został o wydawnictwa innych szwedzkich zespołów do których należały m.in. Arckanum, Nifelheim, War oraz Witchery, w 1999 r. trafił na rynek debiutancki album australijskiej black/death metalowej formacji Abominator. W 2002 r. nakładem Necropolis ukazał się w USA krążek Incantation zatytułowany Blasphemy, rok wcześniej natomiast firma wydała na zasadzie licencji trzeci album Dark Funeral Diabolis Interium. 
W związku z problemami finansowymi i tym samym złym stanem psychicznym założyciela, wytwórnia zmuszona została do ogłoszenia upadłości i tym samym do jej rozwiązania. Od 2003 r. brak jest jakichkolwiek doniesień zarówno o działalności Necropolis jak i jej pododdziału Deathvomit Records.

## Ważniejsze wydawnictwa (wybór)
- 1993: Demilich · Nespithe
- 1993: Archgoat · Angelcunt (Tales of Desecration)
- 1993: Beherit · Messe des morts
- 1994: Nifelheim · Nifelheim
- 1994: The Black · The Priest of Satan
- 1997: War · Total War
- 1998: Dawn · Slaughtersun (Crown of the Triarchy)
- 1998: Nifelheim · Devil’s Force
- 1998: Arckanum · Kampen
- 1998: Ophthalamia · A Long Journey
- 1999: Abominator · Damnations Prophecy
- 2000: Rotten Sound · Still Psycho
- 2001: Dark Funeral · Diabolis Interium
- 2002: Incantation · Blasphemy